# Józef Bury
Józef Bury (ur. 17 marca 1928 w Miechowicach, zm. 12 kwietnia 2004) – polski polityk komunistyczny.

## Życiorys
Syn Konstantego i Janiny. Od 28 lipca 1954 był członkiem Polskiej Zjednoczonej Partii Robotniczej. W 1964 ukończył Szkołę Główną Planowania i Statystyki z tytułem magistra. Od 1960 do 1971 pracował w Komitecie Pracy i Płac, na stanowiskach od starszego radcy po wicedyrektora zespołu. Od maja do czerwca 1977 odbył kurs w Wyższej Szkole Partyjnej przy KC KPZR w Moskwie. Doradca Prezesa Rady Ministrów i Min. Rolnictwa w 1980 roku. W latach 1981–1982 podsekretarz stanu w Ministerstwie Pracy, Płac i Spraw Socjalnych. W latach 80. sprawował urząd wiceministra pracy, płac i spraw socjalnych. W okresie od 9 października 1982 do 23 marca 1983 był kierownikiem tego resortu w rządzie Wojciecha Jaruzelskiego.